# ليوية (ديانة)
ليوية أو «لي-إزم» باللاتينية "Li-Ism" هي ديانة تقليدية صينية أسسها يانغ لاي يو في القرن الـ 17 تهتم هذه الديانة بالآداب والأخلاق وهي مزيج من الكونفوشيوسية والبوذية والطاوية بالإضافة إلى أنها تعتمد على عبادة الكوانيين - kuanyin (آلهة الرحمة)، وهي العبادة التي لا ترفض أي آلهة من ديانات أخرى.
أعراف وممارسات الديانة الليوية مشابهة إلى تلك الموجودة في الديانة البوذية من حيث العبادة.
تتواجد هذه الديانة بشكل أساسي في تايوان وكذلك في كل من كوريا، الولايات المتحدة الأمريكية، هونغ كونغ، اليابان والفليبين.